# Sandra Lavorel

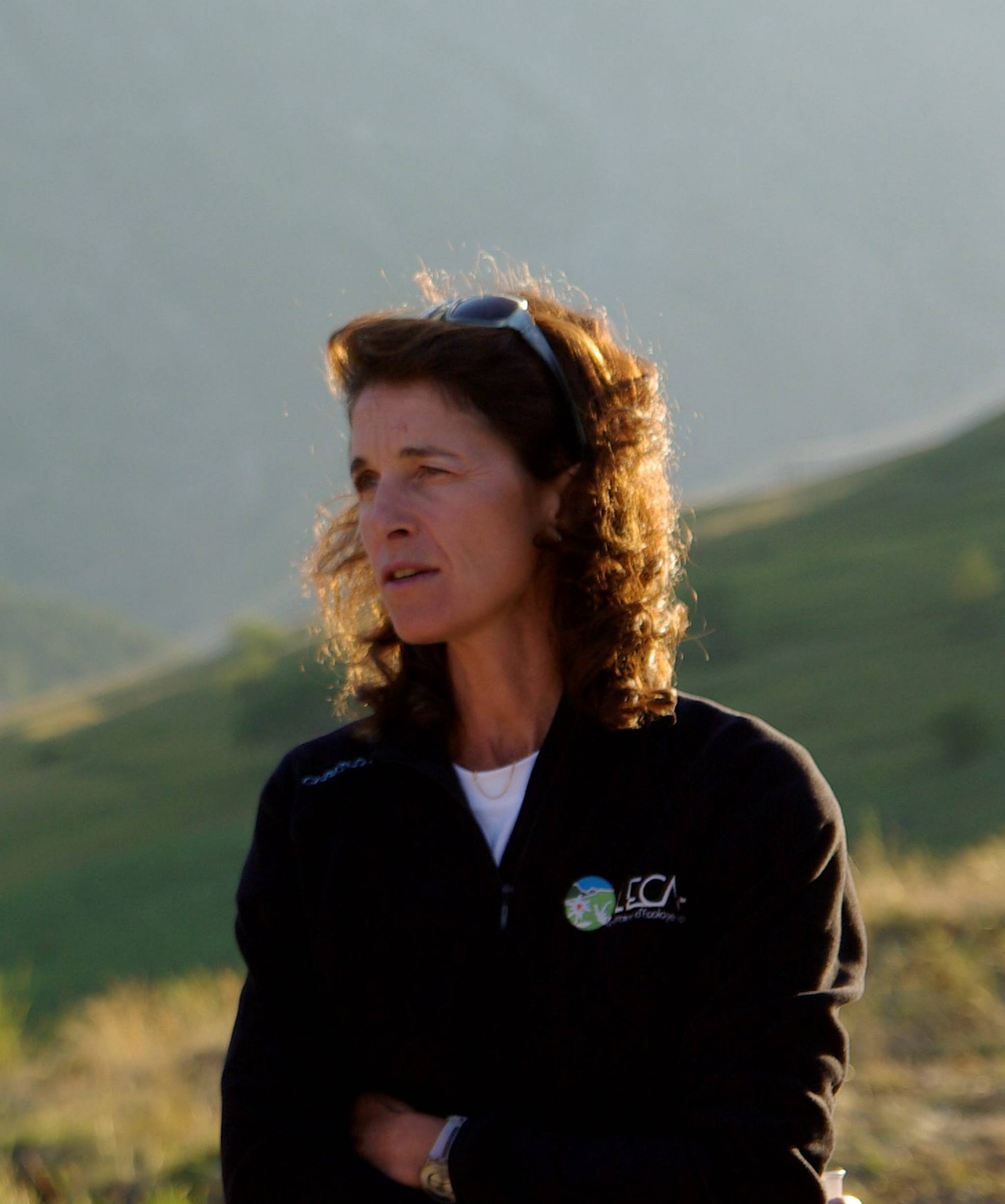
Sandra Lavorel, 2009

Sandra Lavorel (* 12. September 1965 in Lyon) ist eine französische Landschaftsökologin. Sie befasst sich u. a. mit der Biodiversität.

## Leben
Lavorel wurde bis 1987 als Agronomin am Institut national agronomique Paris-Grignon ausgebildet und promovierte 1991 in Ökologie und Evolutionsbiologie an der Universität Montpellier. Danach war sie bis 1994 Postdoc an der Australian National University in Canberra.
Nach ihrer Rückkehr nach Frankreich trat sie 1994 in das Centre d'écologie fonctionnelle et évolutive in Montpellier ein, bevor sie 2003 zum Laboratoire d'écologie alpine (CNRS/Universität Grenoble Alpes/Université Savoie-Mont-Blanc) wechselte, wo sie bis heute forscht. Im Jahr 2020 wurde sie für zwei Jahre an das Forschungsinstitut Landcare Research New Zealand entsandt, wo sie seitdem als assoziierte Forscherin tätig ist.
Lavorel gilt als eine Pionierin bei der Entstehung von auf Merkmalen basierenden Ansätzen in der funktionalen Ökologie. Ihre Forschung befasst sich mit den Auswirkungen von Änderungen im Klima- und Landmanagement auf Ökosysteme. Sie baut auf den Stärken der funktionalen Ökologie auf, um die Quantifizierung von Ökosystemleistungen zu verbessern.
Über Lavorel wurde 2006 im Film Unser Planet berichtet.
Lavorel war 2018 eine der 200 Unterzeichnerinnen eines Aufruf in der Zeitung Le Monde, in der vor drastischen Folgen wie dem Aussterben der menschlichen Spezies gewarnt wurde, falls nicht rasch ein Umdenken in Problemfeldern wie dem Klimawandel und dem Artensterben und bei weiteren planetaren Grenzen geschieht.

## Preise und Auszeichnungen
- 2012: Mitglied der der Academia Europaea[4]
- 2013: Mitglied der Académie des sciences[5]
- 2015: Alexander-von-Humboldt-Medaille der International Association for Vegetation Science[6]
- 2016: Offizier des Ordre national du Mérite[2]
- 2020: Mitglied der National Academy of Sciences[7]
- 2020: BBVA Foundation Frontiers of Knowledge Award[8]
- 2022: Offizier der Ehrenlegion[9][10]
- 2023: Médaille d’or du CNRS[2]
- 2023: Ehrenmedaille der Gesellschaft für Ökologie

## Veröffentlichungen (Auswahl)
- Sandra Lavorel und É. Garnier: Predicting changes in community composition and ecosystem functioning from plant traits: revisiting the Holy Grail. In: Functional Ecology. Band 16, Nr. 5, 2002, S. 545–556, doi:10.1046/j.1365-2435.2002.00664.x
- Sandra Lavorel, Karl Grigulis, Sue McIntyre, Nick S.G. Williams, Denys Garden, Josh Dorrough, Sandra Berman, Fabien Quétier, Aurélie Thébault und Anne Bonis: Assessing functional diversity in the field–methodology matters! In: Functional Ecology. Band 22, Nr. 1, 2008, S. 134–147, doi:10.1111/j.1365-2435.2007.01339.x
- Sandra Lavorel, Karl Grigulis, Pénélope Lamarque, Marie‐Pascale Colace, Denys Garden, Jacky Girel, Gilles Pellet und Rolland Douzet: Using plant functional traits to understand the landscape distribution of multiple ecosystem services. In: Journal of Ecology. Band 99, Nr. 1, 2011, S. 135–147, doi:10.1111/j.1365-2745.2010.01753.x